# Manuel de Cabanyes

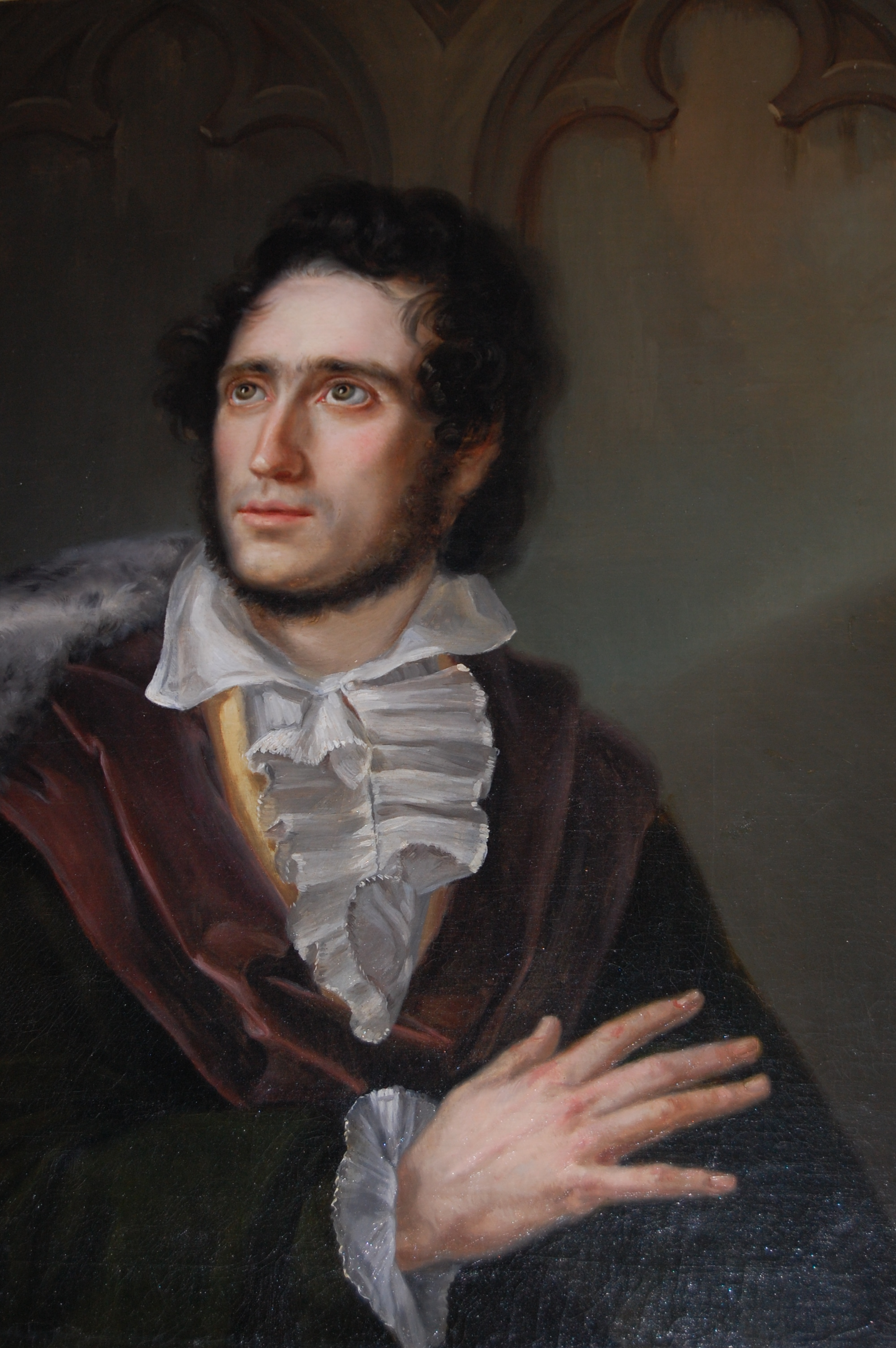
Manuel de Cabanyes

Manuel de Cabanyes, född den 27 januari 1808 i Villanueva y Geltrú (Barcelona), död där den 16 augusti 1833, var en spansk skald. 
Cabanyes var mycket kunnig både i klassiska och moderna språk. Hans stilistiska känsla och starka självkritik begränsade hans litterära produktion, som präglas av formell fulländning och djup pessimism. Hans främsta arbeten är La independencia de la poesia, A Cintio, på elvastavig vers, och Preludios de mi lira (1833), som alla fått mycket positiv kritik.